# Ovobulbus elot
Ovobulbus elot là một loài nhện trong họ Oonopidae.
Loài này thuộc chi Ovobulbus. Ovobulbus elot được Michael Saaristo miêu tả năm 2007.